# Taholah
Taholah est une census-designated place (CDP) de la Quinault Indian Reservation, dans le comté de Grays Harbor, Washington, États-Unis. Son nom, datant de 1905, est celui d'un chef quinault. Sa population était de 840 habitants au Recensement des États-Unis de 2010.